# Phintella macrops
Phintella macrops là một loài nhện trong họ Salticidae.
Loài này thuộc chi Phintella. Phintella macrops được Eugène Simon miêu tả năm 1901.